# Liste des aéroports en Finlande
Cet article donne la liste des aéroports, aérodromes et héliports de Finlande
,,,:

## Liste des aéroports

### Carte
| \| 50 km1:2 811 000 \| Enontekiö Helsinki-Malmi Helsinki-Vantaa Ivalo Joensuu Jyväskylä Kajaani Kemi-Tornio Kittilä Kokkola-Pietarsaari Kuopio Kuusamo Lappeenranta Mariehamn Oulu Pori Rovaniemi Savonlinna Tampere Turku Vaasa Varkaus |
| 50 km1:2 811 000 |

### Aéroports civils
| Aéroport                        | Lieu         | AITA | OACI |
| ------------------------------- | ------------ | ---- | ---- |
| Aéroport d'Enontekiö            | Enontekiö    | ENF  | EFET |
| Aéroport d'Helsinki-Malmi       | Helsinki     | HEM  | EFHF |
| Aéroport d'Helsinki-Vantaa      | Vantaa       | HEL  | EFHK |
| Aéroport d'Ivalo                | Inari        | IVL  | EFIV |
| Aéroport de Joensuu             | Liperi       | JOE  | EFJO |
| Aéroport de Kajaani             | Kajaani      | KAJ  | EFKI |
| Aéroport de Kemi-Tornio         | Kemi         | KEM  | EFKE |
| Aéroport de Kittilä             | Kittilä      | KTT  | EFKT |
| Aéroport de Kokkola-Pietarsaari | Kronoby      | KOK  | EFKK |
| Aéroport de Kuusamo             | Kuusamo      | KAO  | EFKS |
| Aéroport de Lappeenranta        | Lappeenranta | LPP  | EFLP |
| Aéroport de Mariehamn           | Mariehamn    | MHQ  | EFMA |
| Aéroport de Mikkeli (fi)        | Mikkeli      | MIK  | EFMI |
| Aéroport d'Oulu                 | Oulunsalo    | OUL  | EFOU |
| Aéroport de Pori                | Pori         | POR  | EFPO |
| Aéroport de Savonlinna          | Savonlinna   | SVL  | EFSA |
| Aéroport de Seinäjoki (fi)      | Ilmajoki     | SJY  | EFSI |
| Aéroport de Turku               | Turku        | TKU  | EFTU |
| Aéroport de Vaasa               | Vaasa        | VAA  | EFVA |
| Aéroport de Varkaus             | Joroinen     | VRK  | EFVR |

### Aéroports civils et militaires
| Aéroport                     | Lieu        | AITA | OACI |
| ---------------------------- | ----------- | ---- | ---- |
| Aéroport de Jyväskylä        | Jyväskylä   | JYV  | EFJY |
| Aéroport de Kuopio           | Siilinjärvi | KUO  | EFKU |
| Aéroport de Rovaniemi        | Rovaniemi   | RVN  | EFRO |
| Aéroport de Tampere-Pirkkala | Pirkkala    | TMP  | EFTP |

### Aéroports militaires
Bien que disposant d'un code AITA et étant opérés en partie par Finavia, ces aéroports n'accueillent qu'un trafic passager faible ou nul et opèrent principalement en tant que bases militaires.
| Aéroport                 | Lieu     | AITA | OACI |
| ------------------------ | -------- | ---- | ---- |
| Aéroport d'Halli         | Jämsä    | KEV  | EFHA |
| Aéroport de Kauhava (en) | Kauhava  | KAU  | EFKA |
| Aéroport d'Utti (en)     | Valkeala | UTI  | EFUT |

## Aérodromes et zones d'atterrissage d'urgence
Le pays compte plusieurs dizaines d'aérodromes. Sous la direction des forces armées, une quinzaine de pistes d'atterrissage d'urgence sont aménagées sur certaines des principales routes du pays.
| Aérodrome                          | Lieu        | AITA       |
| ---------------------------------- | ----------- | ---------- |
| Aérodrome d'Aavahelukka (fi)       | Kolari      | (EFAA)     |
| Aérodrome d'Ahmosuo (fi)           | Oulu        | (EFAH)     |
| Aérodrome d'Alavus (fi)            | Alavus      | (EFAL)     |
| Aérodrome d'Eura (fi)              | Eura        | (EFEU)     |
| Aérodrome de Forssa (fi)           | Forssa      | (EFFO)     |
| Aérodrome de Genböle (fi)          | Kimitoön    | (EFGE)     |
| Aérodrome d'Haapajärvi             | Haapajärvi  | (EFHJ)     |
| Aérodrome d'Haapamäki              | Keuruu      | (EFHI)     |
| Aérodrome d'Haapavesi (fi)         | Haapavesi   | (EFHP)     |
| Aérodrome d'Hailuoto (fi)          | Hailuoto    | (EFHL)     |
| Aérodrome d'Hanko (fi)             | Hanko       | (EFHN)     |
| Aérodrome du CHU de Meilahti (fi)  | Meilahti    | (EFHY)     |
| Aérodrome d'Hernesaari (fi)        | Hernesaari  | (EFHE)     |
| Aérodrome d'Hyvinkää (fi)          | Hyvinkää    | (HYV/EFHV) |
| Aérodrome de Hämeenkyrö (en)       | Hämeenkyrö  | (EFHM)     |
| Aérodrome d'Iisalmi (en)           | Iisalmi     | (EFII)     |
| Aérodrome d'Immola (fi)            | Imatra      | (EFIM)     |
| Aérodrome de Jorvi                 | Espoo       | (EFEJ)     |
| Aérodrome de Jäkäläpää             |             | (EFJP)     |
| Aérodrome de Jämijärvi (fi)        | Jämijärvi   | (EFJM)     |
| Aérodrome de Kalajoki (fi)         | Kalajoki    | (EFKO)     |
| Aérodrome de Kannus (en)           | Kannus      | (EFKN)     |
| Aérodrome de Kauhajoki (fi)        | Kauhajoki   | (KHJ/EFKJ) |
| Aérodrome de Kemijärvi (fi)        | Kemijärvi   | (EFKM)     |
| Aérodrome de Kiikala (fi)          | Salo        | (EFIK)     |
| Aérodrome de Kitee (fi)            | Kitee       | (KTQ/EFIT) |
| Aérodrome de Kiuruvesi (en)        | Kiuruvesi   | (EFRV)     |
| Aérodrome de Kivijärvi (en)        | Kivijärvi   | (EFKV)     |
| Aérodrome de Kuhmo (en)            | Kuhmo       | (EFKH)     |
| Aérodrome de Kumlinge (fi)         | Kumlinge    | (EFKG)     |
| Aérodrome de Kymi                  | Kotka       | (EFKY)     |
| Aérodrome de Kärsämäki (en)        | Kärsämäki   | (EFKR)     |
| Aérodrome de Lahti-Vesivehmaa (fi) | Asikkala    | (EFLA)     |
| Aérodrome de Kumlinge (en)         | Lapinlahti  | (EFLL)     |
| Aérodrome de Lieksa-Nurmes (en)    | Lieksa      | (EFLN)     |
| Aérodrome de Martiniiskonpalo      |             | (EFMP)     |
| Aérodrome de Menkijärvi            | Alajärvi    | (EFME)     |
| Aéroport de Mäntsälä (fi)          | Mäntsälä    | (EFMN)     |
| Aérodrome de Nummela (fi)          | Nummela     | (EFNU)     |
| Aérodrome d'Oripää (fi)            | Oripää      | (EFOP)     |
| Aérodrome de Pieksämäki (en)       | Pieksämäki  | (EFPK)     |
| Aérodrome de Piikajärvi (fi)       | Kokemäki    | (EFPI)     |
| Aérodrome de Pokka                 | Kittilä     | (EFPA)     |
| Aérodrome de Pudasjärvi (fi)       | Pudasjärvi  | (EFPU)     |
| Aérodrome de Punkaharju (en)       | Punkaharju  | (EFPN)     |
| Aérodrome de Pyhäsalmi (en)        | Pyhäjärvi   | (EFPY)     |
| Aérodrome de Raahe-Pattijoki (en)  | Raahe       | (EFRH)     |
| Aérodrome de Rantasalmi (en)       | Rantasalmi  | (EFRN)     |
| Aérodrome de Ranua (en)            | Ranua       | (EFRU)     |
| Aérodrome de Rautavaara (fi)       | Rautavaara  | (EFRA)     |
| Aérodrome de Räyskälä (fi)         | Loppi       | (EFRY)     |
| Aérodrome de Savikko               | Nurmijärvi  | (EFNS)     |
| Aérodrome de Selänpää (fi)         | Kouvola     | (EFSE)     |
| Aérodrome de Sodankylä             | Sodankylä   | (SOT/EFSO) |
| Aérodrome de Jyrkkä (fi)           | Sonkajärvi  | (EFSJ)     |
| Aérodrome de Suomussalmi (fi)      | Suomussalmi | (EFSU)     |
| Aérodrome de Teisko (fi)           | Tampere     | (EFTS)     |
| Aérodrome de Torbacka              | Ingå        | (EFTO)     |
| Aérodrome de Vaala (fi)            | Vaala       | (EFVL)     |
| Aérodrome de Vampula (fi)          | Huittinen   | (EFVP)     |
| Aérodrome de Veteli                | Veteli      | (EFVT)     |
| Aérodrome de Viitasaari (en)       | Viitasaari  | (EFVI)     |
| Aérodrome de Vuotso                | Sodankylä   | (EFVU)     |
| Aérodrome de Wredeby (fi)          | Kouvola     | (EFWB)     |
| Aérodrome d'Ylivieska              | Ylivieska   | (YLI/EFYL) |

## Héliports
| Héliport                             | Lieu        | AITA |
| ------------------------------------ | ----------- | ---- |
| Héliport de Kilpisjärvi              | Enontekiö   | EFEK |
| Héliport de l'hôpital Jorvi          | Espoo       | EFEJ |
| Héliport de Hernesaari               | Helsinki    | EFHE |
| Héliport du CHU de Meilahti          | Helsinki    | EFHY |
| Héliport du Häme                     | Hämeenlinna | EFHH |
| Héliport du CHU de Carélie du nord   | Joensuu     | EFJE |
| Héliport du CHU de Finlande centrale | Jyväskylä   | EFJV |
| Héliport du CHU de Kuopio            | Kuopio      | EFPJ |
| Héliport du Päijänne                 | Lahti       | EFPL |
| Héliport du CHU d'Oulu               | Oulu        | EFHO |
| Héliport du CHU de Laponie           | Rovaniemi   | EFLR |
| Héliport du CHU de Seinäjoki         | Seinäjoki   | EFHS |
| Héliport du CHU de Tampere           | Tampere     | EFPT |
| Héliport du CHU de Turku             | Turku       | EFTV |
| Héliport de l'hôpital Peijas         | Vantaa      | EFPE |